# Камянка (Соколовський повіт)
Камянка (пол. Kamianka) — село в Польщі, у гміні Репки Соколовського повіту Мазовецького воєводства. Населення — 177 осіб (2011).

## Історія
За даними етнографічної експедиції 1869—1870 років під керівництвом Павла Чубинського, у селі переважно проживали римо-католики, меншою мірою — греко-католики, які здебільшого розмовляли українською мовою.
У 1975—1998 роках село належало до Седлецького воєводства.

## Демографія
Демографічна структура станом на 31 березня 2011 року:
|          | Загалом | Допрацездатний вік | Працездатний вік | Постпрацездатний вік |
| -------- | ------- | ------------------ | ---------------- | -------------------- |
| Чоловіки | 76      | 14                 | 49               | 13                   |
| Жінки    | 101     | 22                 | 49               | 30                   |
| Разом    | 177     | 36                 | 98               | 43                   |